# Jerzy Soszyński-Ostoja

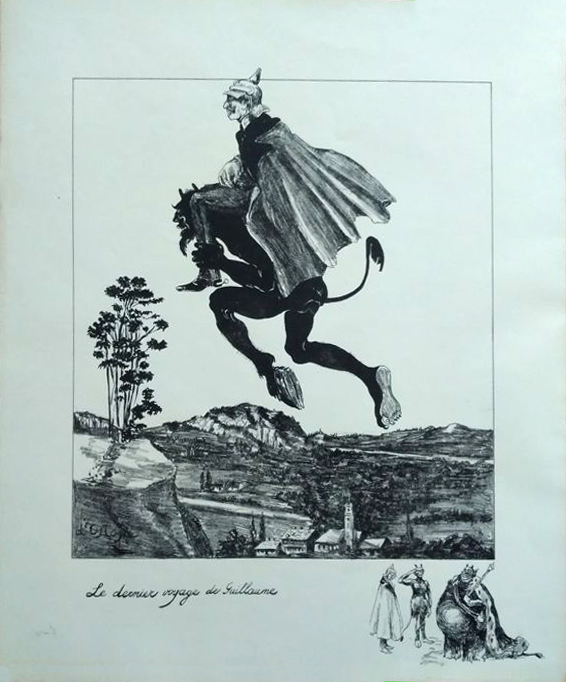
Ostatnia podróż Wilhelma

Jerzy Soszyński-Ostoja ps. „Georges d’Ostoya” (ur. 27 sierpnia 1872 we Włocławku, zm. 27 kwietnia 1941 w Paryżu) – polski malarz, rysownik, ilustrator, karykaturzysta, pisarz i tłumacz na język francuski.

## Życiorys
W wieku 16 lat zaciągnął się do Legii Cudzoziemskiej. Podczas swojej kariery wojskowej wyjechał do Turcji, zanim około roku 1900 osiadł w Paryżu. We Francji przyłączył się do polskiej emigracji lewicowej. Nie wiadomo, czy był artystą samoukiem, czy odbył jakieś studia malarskie.
Swoje dzieła publikował w prasie polskiej pod swoim nazwiskiem, natomiast w prasie francuskiej pod pseudonimem „Georges d’Ostoya”. W jego rysunkach widoczny jest wpływ austriackiego rysownika Eduarda Thöny’ego. W latach 1908–1909 zilustrował dwie broszury anarchisty Józefa Zielińskiego (1861–1927), opublikowane w Paryżu. Od roku 1908 współpracował z tygodnikiem satyrycznym „L’Assiette au beurre”.
W roku 1913 wydał pod pseudonimem „Georges d’Ostoya” powieść „L’amour d’une Russe” (Miłość do Rosjanki). W okresie I wojny światowej publikował w prasie francuskiej liczne karykatury antyniemieckie. W roku 1915 wydał album 16 litografii „915–1915 : La Ruée germanique sur la Pologne” (napaść niemiecka na Polskę) z przedmową Antoniego Potockiego.
Po wojnie zajął się głównie tłumaczeniami literatury polskiej i rosyjskiej na język francuski; tłumaczył m.in. Twa Tołstoja, Fiodora Dostojewskiego i Arkadija Awerczenkę.